# Damernas 3 000 meter i hastighetsåkning på skridskor vid olympiska vinterspelen 1994
Damernas 3 000 meter i skridskor vid de olympiska vinterspelen 1994 avgjordes den 17 februari 1994, vid Vikingskipet. Loppet vanns av Svetlana Bazjanova från Ryssland.
27 deltagare från 14 nationer deltog i tävlingen.

## Rekord
Gällande världsrekord och olympiska rekord före Vinter-OS 1994: 
| Världsrekord     | Gunda Kleemann (GER)    | 4:10,80 | Calgary, Alberta, Kanada | 9 december 1990  |
| Olympiskt rekord | Yvonne van Gennip (NED) | 4:11,94 | Calgary, Alberta, Kanada | 23 februari 1988 |

## Medaljörer
| Gren        | Guld                        | Guld    | Silver                  | Silver  | Brons                      | Brons   |
| 3 000 meter | Svetlana Bazjanova Ryssland | 4.17,43 | Emese Hunyady Österrike | 4.18,14 | Claudia Pechstein Tyskland | 4.18,34 |

## Resultat
| Placering | Par | Namn                            | Land          | Tid     | Tid bakom |
| --------- | --- | ------------------------------- | ------------- | ------- | --------- |
| 1         | 7   | Svetlana Bazjanova              | Ryssland      | 4:17,43 | -         |
| 2         | 4   | Emese Hunyady                   | Österrike     | 4:18,14 | +0,71     |
| 3         | 1   | Claudia Pechstein               | Tyskland      | 4:18,34 | +0,91     |
| 4         | 6   | Ljudmila Prokasjeva             | Kazakstan     | 4:19,33 | +1,90     |
| 5         | 9   | Annamarie Thomas                | Nederländerna | 4:19,82 | +2,39     |
| 6         | 14  | Seiko Hashimoto                 | Japan         | 4:21,07 | +3,64     |
| 7         | 5   | Hiromi Yamamoto                 | Japan         | 4:22,37 | +4,94     |
| 8         | 2   | Mihaela Dascălu                 | Rumänien      | 4:22,42 | +4,99     |
| 9         | 1   | Carla Zijlstra                  | Nederländerna | 4:23,42 | +7,84     |
| 10        | 4   | Miki Ogasawara                  | Japan         | 4:25,27 | +8,45     |
| 11        | 7   | Tonny De Jong                   | Nederländerna | 4:25,88 | +10,39    |
| 12        | 8   | Tatjana Trapeznikova            | Ryssland      | 4:27,82 | +10,48    |
| 13        | 9   | Emese Dörfler-Antal             | Österrike     | 4:27,91 | +10,85    |
| 14        | 5   | Ingrid Liepa                    | Kanada        | 4:28,28 | +11,00    |
| 15        | 2   | Heike Warnicke                  | Tyskland      | 4:28,43 | +11,43    |
| 16        | 8   | Ewa Wasilewska                  | Polen         | 4:28,86 | +11,88    |
| 17        | 10  | Cerasela Hordobeţiu             | Rumänien      | 4:29,31 | +11,88    |
| 18        | 13  | Elisabetta Pizio                | Italien       | 4:32,34 | +14,91    |
| 19        | 13  | Angela Zuckerman                | USA           | 4:33,08 | +15,65    |
| 20        | 11  | Jasmin Krohn                    | Sverige       | 4:33,34 | +15,91    |
| 21        | 11  | Chris Scheels                   | USA           | 4:34,14 | +16,71    |
| 22        | 10  | Chantal Bailey                  | USA           | 4:34,64 | +17,21    |
| 23        | 12  | Baeg Eun-Bi                     | Sydkorea      | 4:34,86 | +17,43    |
| 24        | 14  | Kenzjesj Sarsekenova-Orynbajeva | Kazakstan     | 4:45,56 | +28,13    |
| 25        | 12  | Ilonda Lūse                     | Lettland      | 4:47,75 | +30,32    |
| -         | 3   | Gunda Niemann-Stirnemann        | Tyskland      | DQ      |           |
| -         | 6   | Elena Belci                     | Italien       | DQ      |           |